# Abner Vinícius
Abner Vinícius da Silva Santos (Presidente Prudente, 27 mei 2000) is een Braziliaans voetballer die doorgaans speelt als linksback. In juli 2024 verruilde hij Real Betis voor Olympique Lyon. Vinícius maakte in 2024 zijn debuut in het Braziliaans voetbalelftal.

## Clubcarrière
Vinícius speelde in de jeugd van Grêmio Barueri en Mogi Mirim, alvorens hij in 2017 in de opleiding van Ponte Preta werd opgenomen. Hier maakte hij in maart 2019 zijn debuut in het eerste elftal. In de zomer van 2019 verkaste de verdediger naar Athletico Paranaense, waar hij voor vijf jaar tekende. Zijn debuut op het hoogste niveau maakte Vinícius op 28 juli 2019, op bezoek bij Cruzeiro. Door doelpunten van Jonathan en Bruno Guimarães werd met 0–2 gewonnen. Vinícius moest van coach Tiago Nunes op de reservebank beginnen en hij mocht zestien minuten voor het einde van het duel invallen voor Márcio Azevedo. Zijn eerste doelpunt in de Série A volgde ruim een jaar later, op 17 augustus 2020 tegen Santos. Die club had een ruime voorsprong door doelpunten van Yeferson Soteldo, Felipe Jonathan en Marinho, voor Vinícius met de laatste treffer van de wedstrijd twee minuten voor tijd wat terugdeed: 3–1.
In januari 2023 maakte Vinícius voor een bedrag van circa vijf miljoen euro de overstap naar Real Betis, waar hij zijn handtekening zette onder een verbintenis voor de duur van zesenhalf jaar. Hij werd gekocht als een vervanger voor de naar Aston Villa vertrokken Àlex Moreno. Abner kwam in anderhalf jaar tot zesendertig competitieduels voor Betis, voor hij ter waarde van circa acht miljoen euro de overstap maakte naar Olympique Lyon. Bij de Franse club tekende hij voor vijf seizoenen.

## Clubstatistieken
| Seizoen | Club                 | Competitie       | Competitie | Competitie | Beker | Beker | Internationaal | Internationaal | Totaal | Totaal |
| Seizoen | Club                 | Competitie       | Wed.       | Dlp.       | Wed.  | Dlp.  | Wed.           | Dlp.           | Wed.   | Dlp.   |
| ------- | -------------------- | ---------------- | ---------- | ---------- | ----- | ----- | -------------- | -------------- | ------ | ------ |
| 2019    | Ponte Preta          | Série B          | 13         | 1          | 0     | 0     | —              | —              | 13     | 1      |
| 2019    | Athletico Paranaense | Série A          | 8          | 0          | 0     | 0     | —              | —              | 8      | 0      |
| 2020    | Athletico Paranaense | Série A          | 41         | 3          | 3     | 0     | 3              | 0              | 47     | 3      |
| 2021    | Athletico Paranaense | Série A          | 24         | 0          | 6     | 0     | 11             | 1              | 41     | 1      |
| 2022    | Athletico Paranaense | Série A          | 33         | 1          | 5     | 0     | 14             | 0              | 52     | 1      |
| 2022/23 | Real Betis           | Primera División | 13         | 0          | 1     | 0     | 2              | 0              | 16     | 0      |
| 2023/24 | Real Betis           | Primera División | 23         | 0          | 1     | 0     | 5              | 0              | 29     | 0      |
| 2024/25 | Olympique Lyon       | Ligue 1          | 14         | 1          | 2     | 0     | 4              | 1              | 20     | 2      |
| Totaal  | Totaal               | Totaal           | 169        | 6          | 18    | 0     | 39             | 2              | 226    | 8      |

Bijgewerkt op 12 maart 2025.

## Interlandcarrière
Vinícius maakte op 10 oktober 2024 zijn debuut in het Braziliaans voetbalelftal toen in een kwalificatiewedstrijd voor het WK 2026 met 1–2 gewonnen werd van Chili. Eduardo Vargas opende de score namens het thuisland, waarna Igor Jesus (eveneens debutant) en Luiz Henrique zorgden voor een Braziliaanse zege. Vinícius mocht van bondscoach Dorival Júnior in de basisopstelling starten en hij werd in de vijfentachtigste minuut naar de kant gehaald ten faveure van Gabriel Martinelli.
| Interlands van Abner Vinícius voor Brazilië | Interlands van Abner Vinícius voor Brazilië | Interlands van Abner Vinícius voor Brazilië | Interlands van Abner Vinícius voor Brazilië | Interlands van Abner Vinícius voor Brazilië | Interlands van Abner Vinícius voor Brazilië |
| №                                           | Datum                                       | Wedstrijd                                   | Uitslag                                     | Competitie                                  | Goals                                       |
| Als speler bij Olympique Lyon               | Als speler bij Olympique Lyon               | Als speler bij Olympique Lyon               | Als speler bij Olympique Lyon               | Als speler bij Olympique Lyon               | Als speler bij Olympique Lyon               |
| ------------------------------------------- | ------------------------------------------- | ------------------------------------------- | ------------------------------------------- | ------------------------------------------- | ------------------------------------------- |
| 1                                           | 10 oktober 2024                             | Chili – Brazilië                            | 1 – 2                                       | WK 2026 kwalificatie                        |                                             |
| 2                                           | 15 oktober 2024                             | Brazilië – Peru                             | 4 – 0                                       | WK 2026 kwalificatie                        |                                             |
| 3                                           | 14 november 2024                            | Venezuela – Brazilië                        | 1 – 1                                       | WK 2026 kwalificatie                        |                                             |
| 4                                           | 19 november 2024                            | Brazilië – Uruguay                          | 1 – 1                                       | WK 2026 kwalificatie                        |                                             |

Bijgewerkt op 12 maart 2025.

## Erelijst
| Competitie            |                      |                      |                      |                      |
| Competitie            | Aantal               | Jaren                |                      |                      |
| Athlético Paranaense  | Athlético Paranaense | Athlético Paranaense | Athlético Paranaense | Athlético Paranaense |
| --------------------- | -------------------- | -------------------- | -------------------- | -------------------- |
| Campeonato Paranaense | 1                    | 2020                 |                      |                      |
| Copa Sudamericana     | 1                    | 2021                 |                      |                      |
| Brazilië –23          |                      |                      |                      |                      |
| Olympische Spelen     | 1                    | 2020                 |                      |                      |